# Provision
Provision är en ersättning som utbetalas i förhållande till uppnådd försäljning eller uppnådda mål. 

## Försäljningsprovision
Vid försäljning kan provisionen eller lönen vara ett fastställt belopp per såld enhet eller viss andel av försäljningspriset. Ibland kombineras försäljningsprovision med någon form av grundlön som inte påverkas av försäljningsvolymen.
Provisioner är ett vanligt sätt att motivera och belöna säljare. Provisioner kan också utformas för att uppmuntra specifika säljbeteenden. Till exempel kan provisioner sänkas vid beviljande av stora rabatter. Eller så kan provisionerna höjas när man säljer vissa produkter som organisationen vill marknadsföra. Provisioner implementeras vanligtvis inom ramen för ett försäljningsincitamentsprogram, som kan inkludera en eller flera provisionsplaner (var och en vanligen baserad på en kombination av territorium, position eller produkter).

## Vanliga yrken med provisionslön
- Mäklare
- Försäljare
- Spelaragenter
- Taxiförare